# Diribe Welteji
Diribe Welteji Kejelcha (in amarico ድርቤ ወልተጂ; 13 maggio 2002) è una mezzofondista etiope, medaglia d'argento ai campionati mondiali del 2023 a Budapest nei 1500 metri piani.

## Carriera
Dopo dei buoni risultati nell'under-20, Welteji partecipa al suo primo mondiale a Doha nel 2019: negli 800 metri piani, si ferma in semifinale con il tempo di 2'02"69.
Ai giochi olimpici di Tokyo del 2021, prende parte alla gara degli 800 m piani: nella terza batteria, esce di scena in 12ª posizione, con un crono di 4'10"25.
Nel 2022, partecipa ai mondiali di Eugene, dove ottiene un 4º posto nella finale degli 800 metri piani con il tempo di 1'57"02, suo nuovo personale.
Nel 2023, ai mondiali di Budapest, l'etiope vince la sua prima medaglia iridata nei 1500 metri piani, conquistando la medaglia d'argento con il crono di 3'55"69 dietro a Faith Kipyegon.

## Record nazionali
Juniores (under 20)
- Staffetta 4x400 m: 3'39"29 ( Tampere, 14 luglio 2018) (Mahilet Fikre, Diribe Welteji, Zinash Tesfaye, Frehiywot Wondie)

## Progressione

### 800 metri piani
| Stagione | Misura  | Luogo     | Data      | Rank. Mond. |
| -------- | ------- | --------- | --------- | ----------- |
| 2022     | 1'57"02 | Eugene    | 24-7-2022 |             |
| 2021     | 1'59"46 | Bydgoszcz | 30-6-2021 |             |
| 2019     | 2'00"51 | Hengelo   | 17-7-2019 |             |
| 2018     | 1'59"74 | Tampere   | 12-7-2018 |             |

### 1500 metri piani
| Stagione | Misura  | Luogo   | Data      | Rank. Mond. |
| -------- | ------- | ------- | --------- | ----------- |
| 2023     | 3'55"08 | Chorzów | 16-7-2023 |             |
| 2022     | 3'56"91 | Chorzów | 6-8-2022  |             |
| 2021     | 3'58"93 | Hengelo | 8-6-2021  |             |
| 2019     | 4'11"59 | Abidjan | 17-4-2019 |             |

## Palmarès
| Anno | Manifestazione           | Sede     | Evento       | Risultato  | Prestazione | Note                          |
| ---- | ------------------------ | -------- | ------------ | ---------- | ----------- | ----------------------------- |
| 2018 | Mondiali U20             | Tampere  | 800 m piani  | Oro        | 1'59"74     | [ 1 ]                         |
| 2018 | Mondiali U20             | Tampere  | 4x400 m      | Batteria   | 3'39"29     | [ 2 ]                         |
| 2019 | Africani U20             | Abidjan  | 1500 m piani | Oro        | 4'11"59     | Miglior prestazione personale |
| 2019 | Giochi panafricani       | Rabat    | 800 m piani  | 6ª         | 2'04"20     |                               |
| 2019 | Mondiali                 | Doha     | 800 m piani  | Semifinale | 2'02"69     | [ 3 ]                         |
| 2021 | Giochi olimpici          | Tokyo    | 1500 m       | Batteria   | 4'10"25     |                               |
| 2021 | Mondiali U20             | Nairobi  | 1500 m piani | Argento    | 4'16"39     | [ 4 ]                         |
| 2022 | Mondiali                 | Eugene   | 800 m piani  | 4ª         | 1'57"02     | [ 5 ]                         |
| 2023 | Mondiali                 | Budapest | 1500 m piani | Argento    | 3'55"69     |                               |
| 2023 | Mondiali corsa su strada | Riga     | Miglio       | Oro        | 4'20"98     | Record mondiale               |
| 2024 | Mondiali indoor          | Glasgow  | 1500 m piani | 5ª         | 4'03"82     |                               |
| 2024 | Giochi olimpici          | Parigi   | 1500 m piani | 4ª         | 3'52"75     | Miglior prestazione personale |
| 2025 | Mondiali indoor          | Nanchino | 1500 m piani | Argento    | 3'59"30     |                               |

## Campionati nazionali
2019
- Argento ai campionati etiopi (Addis Abeba), 800 m piani - 2'02"90

2021
- 4ª ai campionati etiopi (Addis Abeba), 1500 m piani - 4'09"70

2022
- 4ª ai campionati etiopi (Addis Abeba), 1500 m piani - 4'13"00

## Altre competizioni internazionali
2022
- 5ª ai Bislett Games ( Oslo), 800 m piani - 1'58"69
- Oro al Kamila Skolimowska Memorial ( Chorzów), 1500 m piani - 3'56"91
- 4ª al Memorial Van Damme ( Bruxelles), 1500 m piani - 3'57"82
- 4ª al Weltklasse Zürich ( Zurigo), 1500 m piani - 4'01"79

2023
- Argento al Doha Diamond League ( Doha), 1500 m piani - 3'59"34
- Argento al Bauhaus-Galan ( Stoccolma), 1500 m piani - 4'02"79
- Bronzo al Kamila Skolimowska Memorial ( Chorzów), 1500 m piani - 3'55"08
- Argento al Prefontaine Classic ( Eugene), 1500 m piani - 3'53"93

2024
- 4ª alla Xiamen Diamond League ( Xiamen), 1500 m piani - 3'57"62
- Oro al Prefontaine Classic ( Eugene), 1500 m piani - 3'53"75
- Oro all'Athletissima ( Losanna), 3000 m piani - 8'21"50
- Oro al Kamila Skolimowska Memorial ( Chorzów), 1500 m piani - 3'57"08
- Argento al Memorial Van Damme ( Bruxelles), 1500 m piani - 3'55"25

2025
- Argento al Prefontaine Classic ( Eugene), 1500 m piani - 3'51"44